# Crithagra
Crithagra es un género de aves paseriformes en la familia Fringillidae distribuido en África y la península arábiga.
Las especies de este género previamente fueron asignadas al género Serinus, pero análisis filogenéticos, basados en secuencias de ADN mitocondrial y nuclear, encontraron que el género era polifilético. Por lo tanto, se dividió en dos géneros monofiléticos. Ocho especies, incluyendo el serín verdecillo (Serinus serinus) fueron retenidas en Serinus mientras que las otras especies fueron asignadas al género Crithagra. Hay autores que los mantienen todos en Serinus.
El nombre Crithagra había sido introducido en 1827 por el ornitólogo inglés William Swainson.

## Especies
Se reconocen las siguientes treinta y siete especies:
- Crithagra rufobrunnea - serín de Príncipe;
- Crithagra concolor - picogordo de Santo Tomé;
- Crithagra citrinelloides - serín etíope;
- Crithagra frontalis - serín de diadema;
- Crithagra hyposticta - serín africano;
- Crithagra capistrata - serín carinegro;
- Crithagra koliensis - serín de los papiros;
- Crithagra scotops - serín forestal;
- Crithagra leucopygia - serín culiblanco;
- Crithagra atrogularis - serín gorjinegro;
- Crithagra xanthopygia - serín culigualdo;
- Crithagra reichenowi - serín de Reichenow;
- Crithagra rothschildi - serín árabe;
- Crithagra flavigula - serín gorjigualdo
- Crithagra xantholaema - serín de Salvadori;
- Crithagra citrinipectus - serín pechilimón;
- Crithagra mozambica - serín frentiamarillo;
- Crithagra dorsostriata - serín dorsiestriado;
- Crithagra ankoberensis - serín de Ankober;
- Crithagra menachensis - serín yemení;
- Crithagra totta - serín de El Cabo;
- Crithagra symonsi - serín del Drakensberg;
- Crithagra donaldsoni - serín piquigordo norteño;
- Crithagra buchanani - serín piquigordo sureño;
- Crithagra flaviventris - serín amarillo;
- Crithagra sulphurata - serín azufrado;
- Crithagra reichardi - serín de Reichard;
- Crithagra gularis - serín gris;
- Crithagra canicapilla - serín de pecho estriado;
- Crithagra mennelli - serín orejinegro;
- Crithagra tristriata - serín culipardo;
- Crithagra albogularis - serín gorjiblanco;
- Crithagra burtoni - serín de Burton;
- Crithagra striolata - serín estriado;
- Crithagra whytii - serín de Whyti;
- Crithagra melanochroa - serín de los Kipengere;
- Crithagra leucoptera - serín de las proteas.